# 小行星1361
小行星1361（1361 Leuschneria）是一颗围绕太阳公转的小行星。1935年8月30日，歐仁·約瑟夫·德爾波特在于克勒发现了此天体。
該小行星以美國天文學家阿明·奧托·洛伊施納命名。
这颗小行星的绝对星等为173.81829等。